# Wilkowscy herbu Grzymała

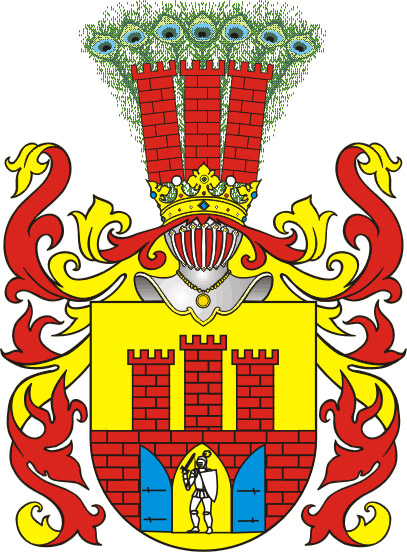
Herb Grzymała

Wilkowscy – polski ród szlachecki herbu Grzymała. Gniazdo rodziny stanowiła miejscowość Wilkowo w dawnym woj. ciechanowskim, zaś przysiółkami rodu były miejscowości Bagienice i Świerki.